# Малке-Санта Кроче-Серони (Салерно)
Малке-Санта Кроче-Серони (итал. Malche-Santa Croce-Serroni) је насеље у Италији у округу Салерно, региону Кампанија.
Према процени из 2011. у насељу је живело 1144 становника. Насеље се налази на надморској висини од 173 м.